# Eupyra sageoides
Eupyra sageoides är en fjärilsart som beskrevs av Embrik Strand 1917. Eupyra sageoides ingår i släktet Eupyra och familjen björnspinnare. Inga underarter finns listade i Catalogue of Life.